# Таргувек
Таргувек (пол. Targówek) — район (дільниця) Варшави, розташована у північно-східній частині польської столиці та на правому березі Вісли. На півночі межує з дільницею Бялоленка (пол. Białołęka), на півдні — з дільницею Прага-Полуднє (пол. Praga-Południe), на заході — з дільницею Прага-Пулноц (пол. Praga-Północ), на південному сході — з дільницею Рембертув (пол. Rembertów). На сході проходить адміністративна межа Варшави. Площа дільниці Таргувек становить 24,22 км2. Кількість мешканців станом на 31 грудня 2014 становить 123677 чоловік.
Близько 30 % площі дільниці займають зелені насадження.

## Історія

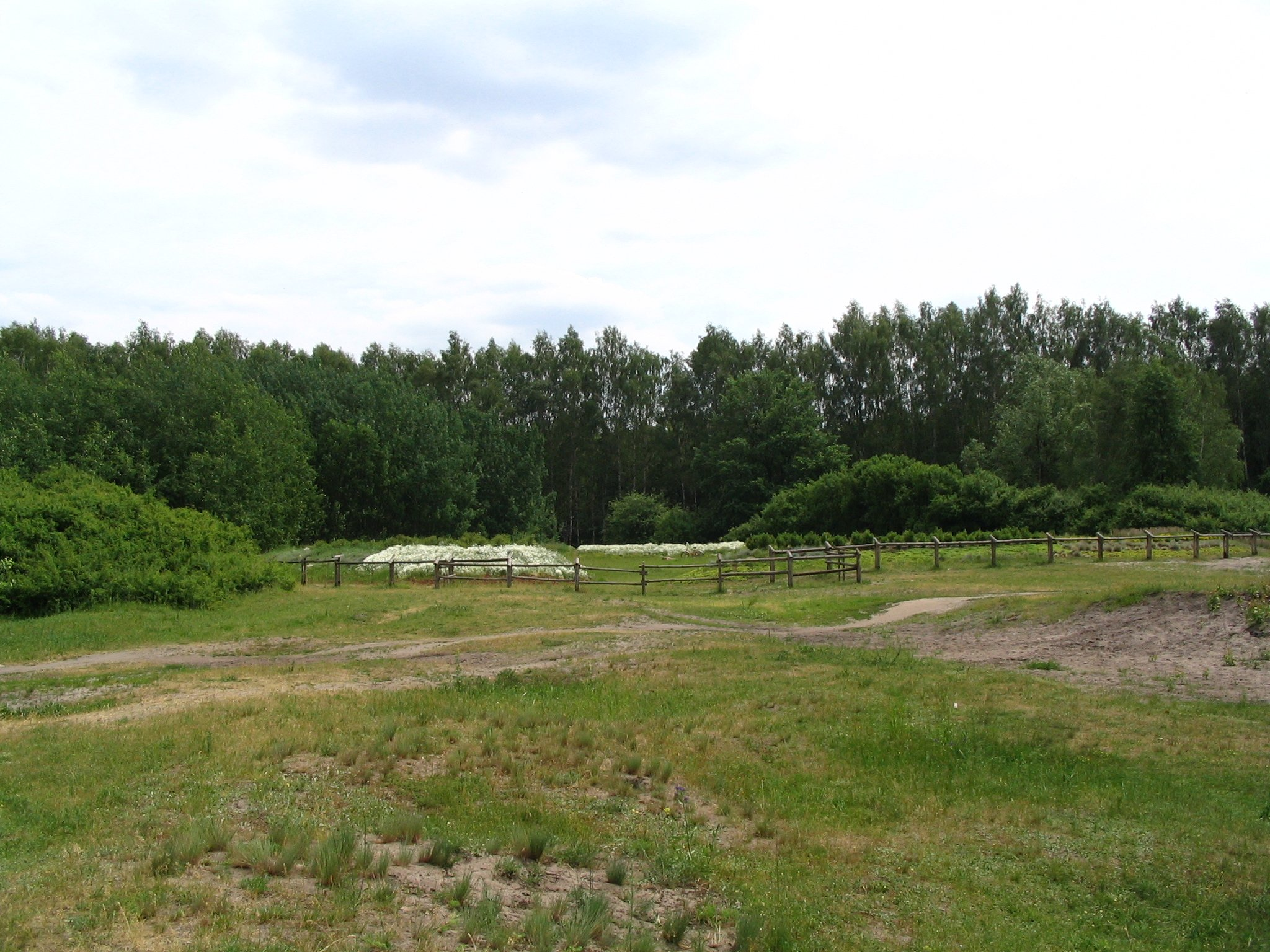
Залишки городища. Брудно

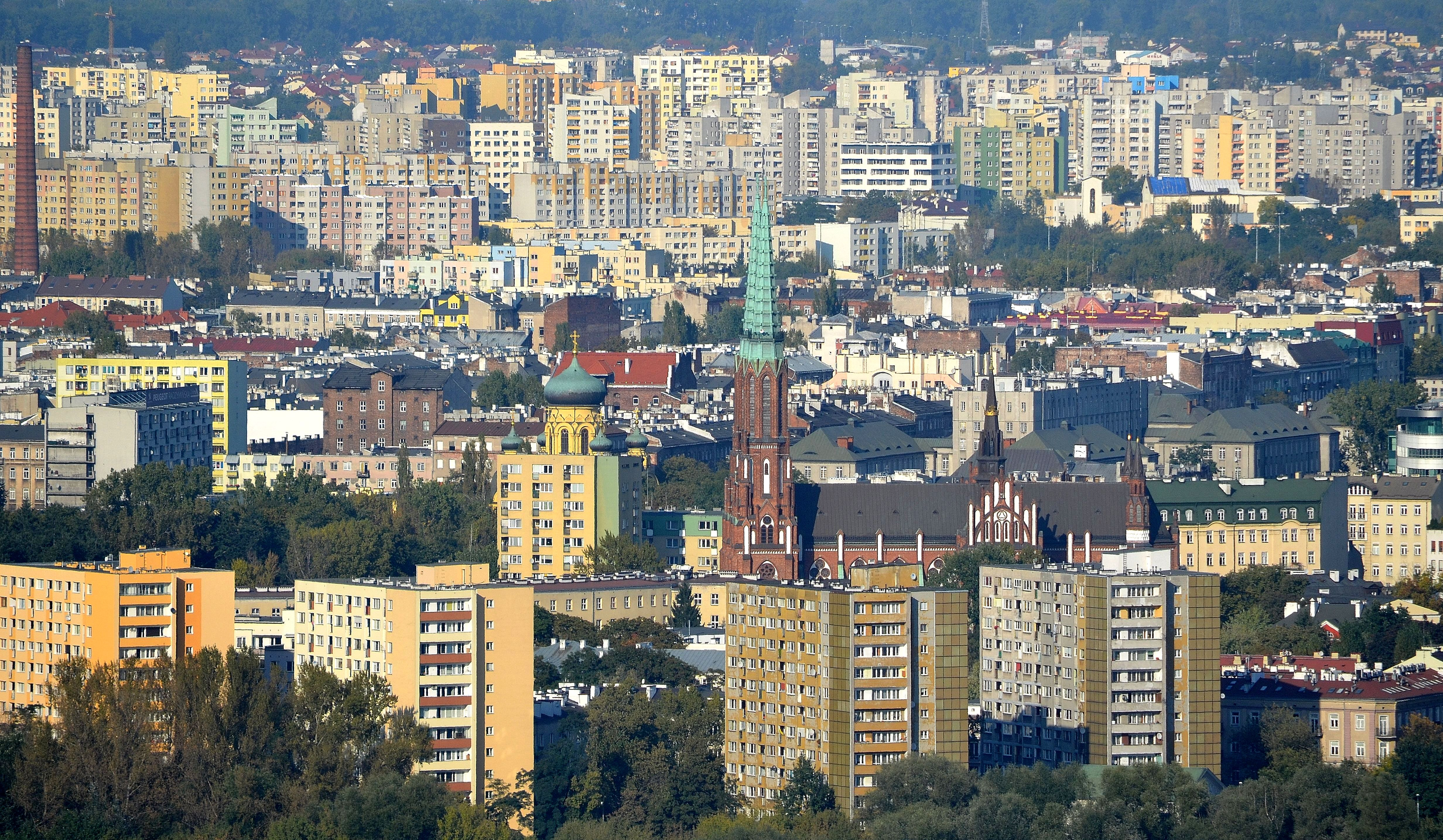
Прага-Пулноц і Таргувек (вид з Палацу культури і науки)

Офіційний поділ дільниці Таргувек

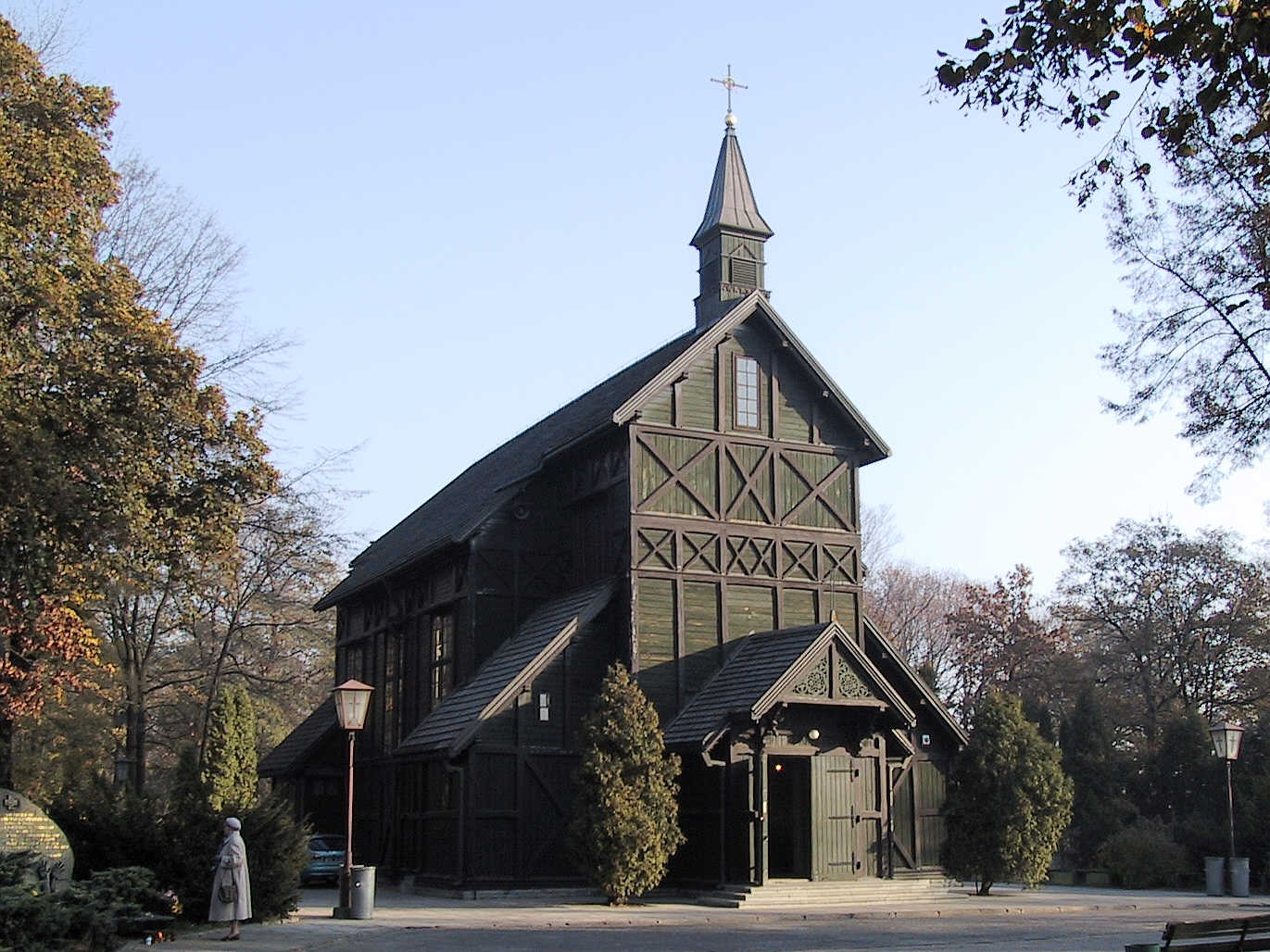
Церква св. Вінсента де Поля. Брудновський цвинтар

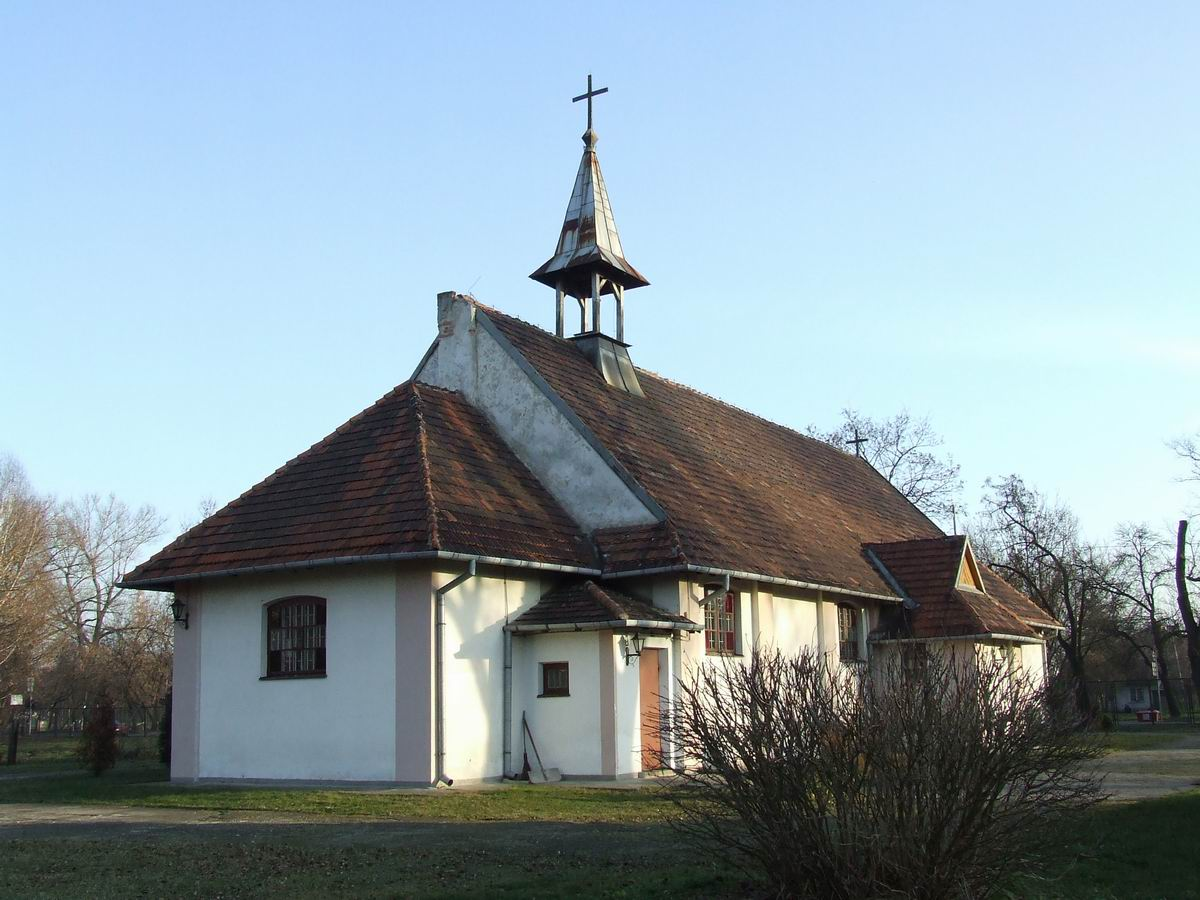
Церква Божого Воскресіння

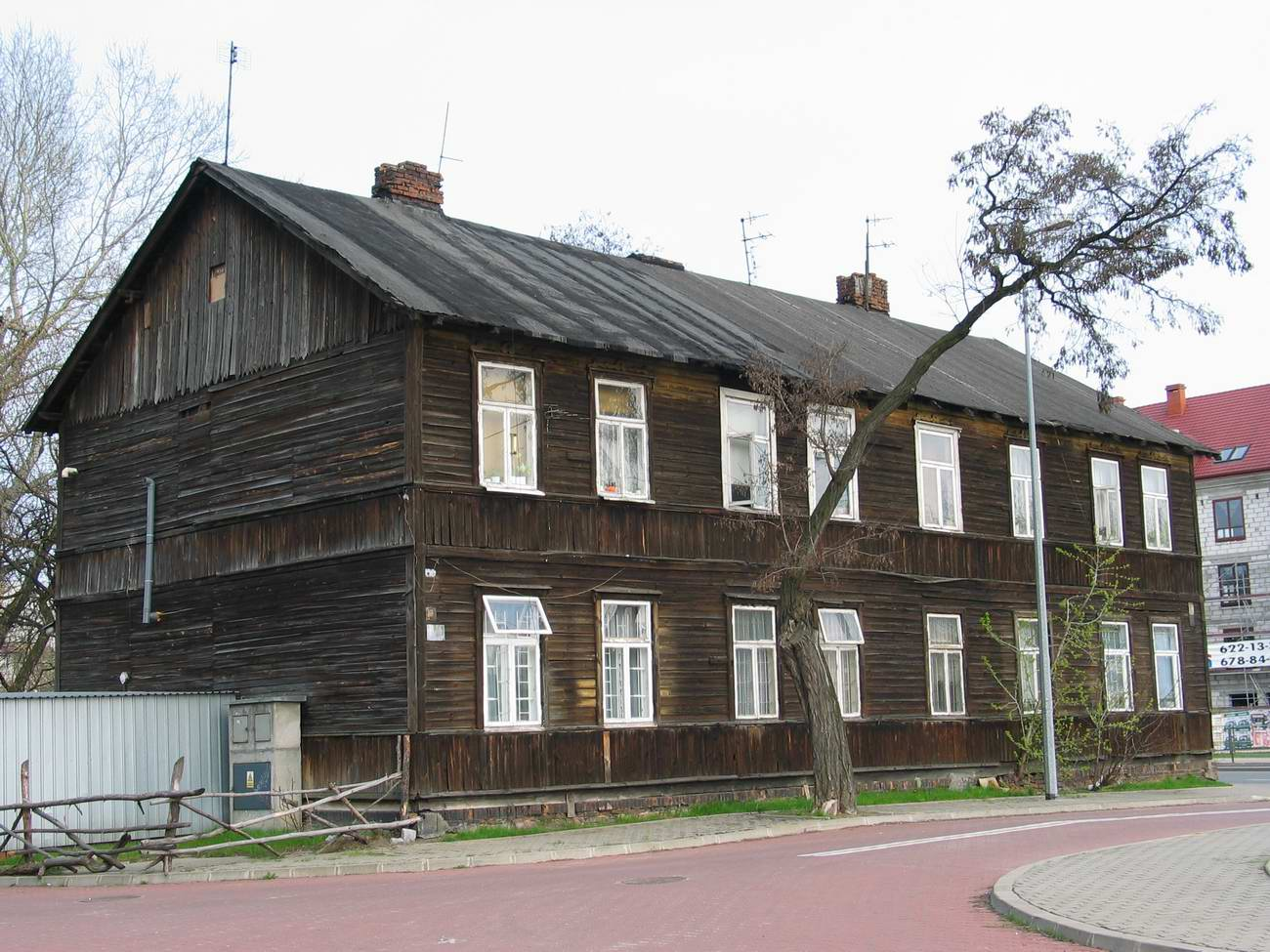
Будинок Папроцького

Перші мешканці на території нинішньої дільниці Таргувек з'явилися в епоху бронзової доби, люди населяли її також в епоху залізної доби та за часів Римської імперії. Ця територія була вкрита густими лісами та відрізнялася значною заболоченістю, тому була слабо заселеною. Тут у X столітті виникло перше поселення на території сучасної Варшави — Ґруд Брудно (пол. Gród Bródno), в XI столітті воно було спалене. Однак рештки його збереглися до наших днів, їх можна побачити на території парку Брудно (пол. Park leśny Bródno).
У 1113 виникло поселення Таргове (пол. Targowe), яке перебрало на себе функції Ґроду Брудно після знищення останнього. Воно поділялося на дві частини — Велике Таргове (пол. Targowe Wielkie) (розташоване було здебільшого на території нинішньої дільниці Прага) та Мале Таргове (пол. Targowe Małe). Починаючи з XV століття Мале Таргове, по суті, було окремим поселенням, належало спочатку представникам роду Тарговських, потім — Ґумовських та Любомирських. Північніше Таргового в цей же час існувало та розвивалося королівське поселення Брудно, яке, однак, було знищене під час Варшавської битви. В 1740 Велике та Мале Таргове були об'єднані, нове поселення отримало назву Таргувек. У 1753 поселення перейшло у власність уряднику (подстолі (пол. podstoli)) з Плоцька Шидловському, який у 1764 перепродав його Станіславу Августу Понятовському. Двічі було зруйноване — 4 листопада 1794, під час повстання Тадеуша Костюшка, та в 1831, під час Варшавського повстання. В середині XIX століття виникли невеликі поселення Утрата (пол. Utrata) й Затишшя (пол. Zacisze) та фільварки Левінув і Ельснерув (належав композиторові Юзефу Ельснеру). Через Таргувек з Варшави до Санкт-Петербурга (1860), Тересполя (1865) та Млави (1875) були побудовані залізничні шляхи, що стало основним чинником розвитку транспорту та промисловості.
У 1884 в районі Брудна був збудований католицький цвинтар, який зараз є одним з найбільших в Європі. Тут поховані переважно люди з бідних верств населення Праги та лівобережної частини Варшави.
7 квітня 1916 територія нинішньої дільниці Таргувек майже повністю увійшла до складу Варшави, поза її межами залишилися Затишшя й Утрата. У міжвоєнні часи Таргувек був периферійною дільницею — значними темпами розвитку не відрізнявся. Проводилися роботи по зміцненню вулиць бруківкою та прокладанню водно-каналізаційної мережі. У 1920—30-х роках сюди було прокладено трамвайну лінію — у 1924 на Брудно, у 1933 — на Таргувек.
Під час Другої світової війни Таргувек зазнав серйозних руйнувань. У повоєнні часи, як і в довоєнні, залишався найбіднішою, типово периферійною частиною польської столиці. У 1951 до Варшави було приєднано Затишшя й Ельснерув. У 1970-х були збудовані мікрорайони (оседле) Таргувек Мєшканьовий (пол. Targówek Mieszkaniowy) та Брудно. Вулиці та трамвайні колії були значно перебудовані. У 1994 Таргувек був виокремлений зі складу Праги Пулноц (частиною якої був з 1951) та отримав статус ґміни. У 2002 став однією з дільниць Варшави.

## Адміністративні кордони
Таргувек межує:
- на заході — з дільницею Прага-Пулноц
- на півночі — з дільницею Бялоленка
- на півдні — з дільницею Прага-Полуднє
- на південному сході — з дільницею Рембертув
- на сході — з містами Зомбки та Маркі

## Райони
Офіційно Таргувек поділяється на сім районів:
- Таргувек Мєшканьовий (Житловий)
- Таргувек Фабричний (пол. Targówek Fabryczny)
- Брудно
- Брудно Подґроджя (пол. Bródno Podgrodzie)
- Затишшя
- Ельснерув
- Утрата

Згідно з традиційним поділом Таргувек ділиться на п'ять районів:
- власне Таргувек (пол. Targówek Właściwy)
- Брудно
- Затишшя
- Ельснерув
- Таргувек Промисловий (пол. Targówek Przemysłowy)

Загалом Таргувек поділяється на дві частини — житлову (Брудно, Таргувек Мєшканьовий, Затишшя) та промислову (Таргувек Фабричний).

## Головні об'єкти
- Брудновський цвинтар (пол. Cmentarz Bródnowski) (включаючи церкву св. Вінсента де Поля XIX століття та могили Мєчислава Фоґґа (пол. Mieczysław Fogg) й Романа Дмовського)
- Єврейський цвинтар (створений у 1780, зруйнований у часи Другої світової війни)
- Церква Божого Воскресіння (пол. kościół Zmartwychwstania Pańskiego)
- Залишки епідемічного цвинтаря у вигляді надгробку Міхала Валембергера (1708)
- Брудновський ліс (залишки городища, зруйнованого в XI столітті, та форт Левіцполь, або форт XIII — один з фортів Варшавської фортеці)
- Театр «Рампа»
- Дерев'яний будинок Папроцького (типовий зразок довоєнної забудови Таргувка)
- Дерев'яний будинок (халупа) на вул. Празькій
- Будинок на вул. Вибранській

### Парки
- Брудновський парк
- Парк «Вєха» імені Стефана Вехецького (пол. Park im. Stefana Wiecheckiego „Wiecha”)